# Daniel Tammet
Daniel Paul Tammet (Londres, 31 de enero de 1979) es un  escritor británico con síndrome del sabio y síndrome de Asperger, asociados a una capacidad extraordinaria de realizar cálculos matemáticos complejos y aprender lenguas.
Nació en el seno de una familia de clase media y tiene ocho hermanos. En sus memorias, Nacido en un día azul (Born on a Blue Day) de 2006, trata sobre sus primeros años de vida con síndrome de Asperger y síndrome de erudito, y fue nombrado "Mejor libro para adultos jóvenes" en 2008 por la revista Young Adult Library Services de la American Library Association.  De él se ha hecho un documental titulado «Mente Privilegiada» (The Boy with the Incredible Brain), estrenado en el año 2015, donde diversos científicos analizan sus extraordinarios talentos.  Su segundo libro, Embracing the Wide Sky, fue uno de los libros más vendidos de Francia en 2009. Su tercer libro, Thinking in Numbers, fue publicado en 2012 por Hodder & Stoughton en el Reino Unido y en 2013 por Little, Brown and Company en los Estados Unidos y Canadá. Sus libros han sido publicados en más de 20 idiomas.Fue elegido en 2012 para servir como miembro de la Real Sociedad de las Artes.

## Biografía

### Infancia
Tammet se crio en Barking y Dagenham, East London, Inglaterra, como el mayor de nueve hermanos. Cuando era niño sufrió fuertes ataques de epilepsia, que remitieron después del tratamiento médico. A la edad de veinticinco años, fue diagnosticado con el síndrome de Asperger por el profesor Simon Baron-Cohen, del Centro de Investigaciones del Espectro Autista en la Universidad de Cambridge. Tammet es uno de los menos de un centenar de "savant prodigiosos" que existen en el mundo, según el doctor Darold Treffert, investigador líder en el mundo en el estudio del síndrome del savant.
Tammet terminó la escuela con nueve GCSEs ('A *' en historia, 'A' en Inglés, Literatura Inglesa, francés y alemán, dos 'B' en Ciencias, una 'B' en Matemáticas, y un 'C' en Carpintería).
Prefiriendo hacer viajes a estudiar en la universidad, Tammet enseñó inglés durante un año en Lituania. Tammet ha participado dos veces en el Campeonato Mundial de Memoria en Londres bajo su nombre de nacimiento, colocándose 12º en 1999 y 4º en 2000.
Cambió su nombre de nacimiento por escritura unilateral porque "no encajaba con la forma en que se vio". Adoptó el apellido estonio Tammet, que está relacionado con "robles".
En 2002 Tammet lanzó su página web, Optimnem. El portal ofrece cursos de idiomas (francés y español en la actualidad) y ha sido autorizado por la Red Nacional del Reino Unido para el Aprendizaje desde el año 2006.

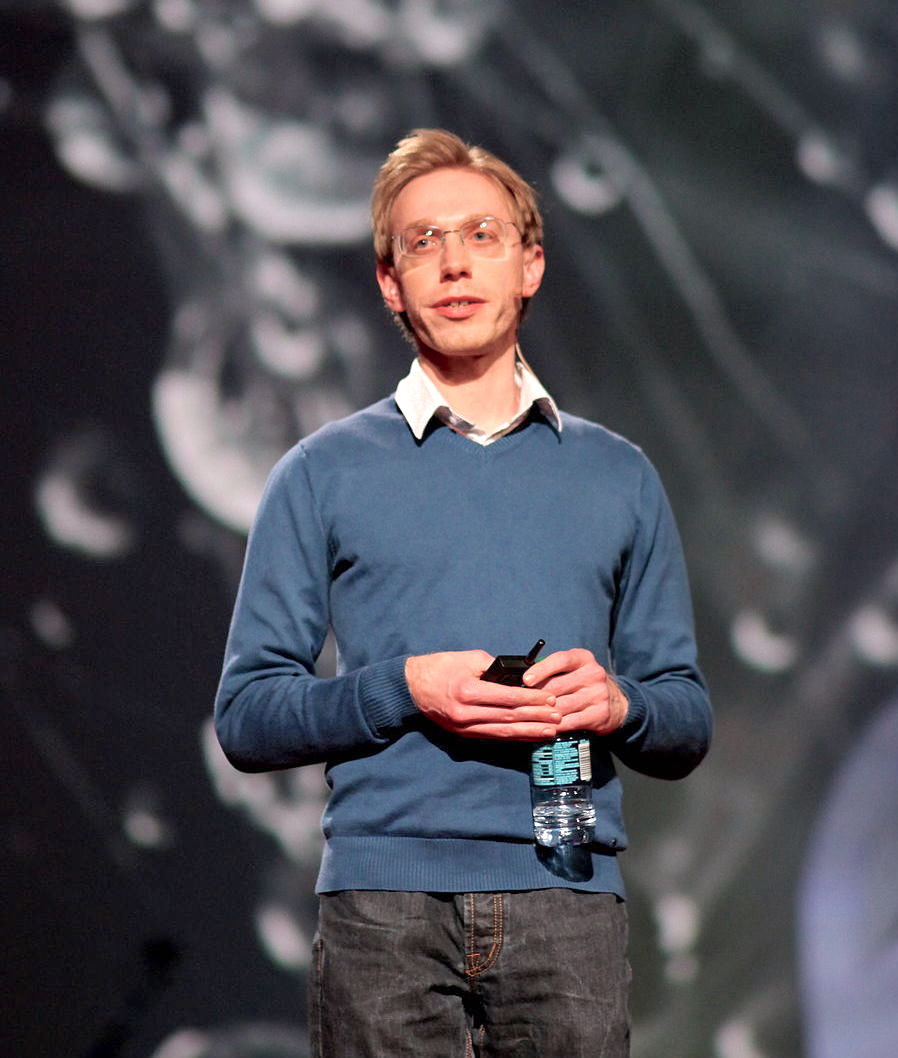
Tammet hablando en un evento TED en 2011

Por sus extraordinarias capacidades, Tammet fue objeto de un documental en el Reino Unido titulado "Mente Privilegiada" (The Boy with the Incredible Brain), emitido por primera vez en el canal de televisión británico Channel 4 el 23 de mayo de 2005. El documental mostraba su impresionante habilidad para recitar los decimales de pi, su habilidad para estudiar lenguas en tiempo récord y su encuentro con Kim Peek, quien inspiró el personaje de Raymond Babbit, protagonizado por Dustin Hoffman, en la película Rain Man. Durante el show, Peek abrazó a Tammet y le dijo, "Algún día, serás tan grande como yo", a lo que Tammet contestó que "eso era un cumplido maravilloso, una meta a alcanzar". (Véase enlaces externos: documental en castellano)

## Sinestesia
La experiencia de combinar números con colores o sensaciones está bien documentada en los casos de sinestesia, pero la capacidad mental que ha demostrado Tammet y el grado de habilidad desarrollado en cuanto a las asociaciones que realiza es inusual. En su mente, cada número posee una única forma, color, textura y emoción. De forma intuitiva, Tammet puede "ver" los resultados de complejas operaciones matemáticas dentro de un paisaje que recrea su mente inconsciente sin esfuerzo, pudiendo distinguir de un solo vistazo, por ejemplo, si un número es primo o compuesto. Su particular forma de ver los números lo ha llevado a describir algunos de ellos como "especialmente feos" (caso del 289), o al 333 como "atractivo", o al número pi, como "especialmente hermoso". Otros números como el 6, no parecen poseer una imagen clara. Tammet no solamente se ha limitado a describir verbalmente sus visiones matemáticas, sino que también ha sido capaz de realizar composiciones artísticas como una acuarela en la que plasma el paisaje de colores de los primeros decimales de Pi.

## Pi
Tammet ostenta el récord europeo en cuanto a la memorización y recitado de pi con 22.514 dígitos en algo más de cinco horas.  Este desafío, organizado con fines benéficos se celebró con ayuda de la National Society for Epilepsy (NSE) durante el “Día de pi" el 14 de marzo de 2004, en el Museo de Historia de la Ciencia de Oxford, en el Reino Unido. La NSE fue elegida como beneficiaria de este evento debido a la experiencia de Tammet con la epilepsia cuando fue niño. El profesor Allan Snyder, de la Universidad Nacional de Australia comentó sobre Tammet: "Los autistas, por lo general, no son capaces de describir cómo hacen lo que hacen. Simplemente, llegan a ello. Pero Daniel puede; él describe lo que ve en su cabeza, es por eso que resulta un caso tan fascinante. Él podría ser la nueva 'Piedra Rosetta'".

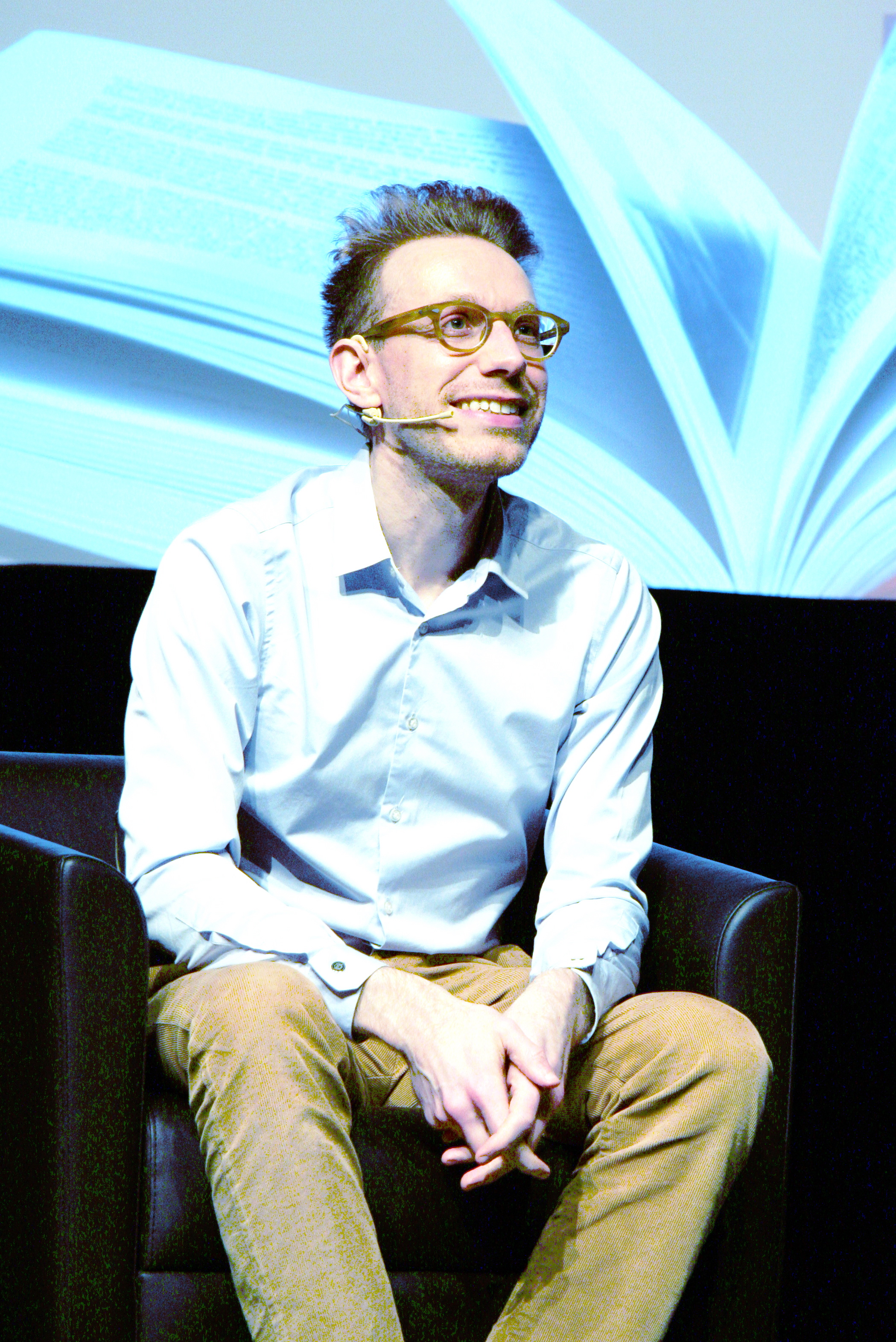
Tammet hablando en Montreal en 2016

## Habilidades para el lenguaje
Tammet habla 11 lenguas: Esperanto, francés, finés, alemán, español, lituano, rumano, estonio, islandés, galés e inglés.  
Particularmente le gusta el estonio porque es rico en vocales. Tammet también ha creado una nueva lengua llamada Mänti, elaborada a partir de préstamos del finés y el estonio.
Tammet está capacitado para aprender nuevas lenguas de una manera sorprendentemente rápida. Para demostrarlo, con motivo de su documental del Channel Five, fue retado a aprender islandés en una semana. Siete días después, apareció en la televisión islandesa conversando fluidamente en esa lengua, con su instructor comentando de fondo que "no parece humano, ¡es un genio!"
Los fragmentos de la entrevista que mostraban a Tammet respondiendo preguntas en islandés, fueron emitidos por primera vez en EE. UU. el 28 de enero de 2007 en una edición del programa 60 Minutes.

## Born on a Blue Day
En 2006, Tammet viajó a EE. UU. para promocionar sus memorias, Nacido en un día azul: dentro de la mente extraordinaria de un autista.
Mientras permaneció en EE. UU., apareció algunas veces en radio y televisión incluyendo el citado programa  60 Minutes o el show nocturno de David Letterman. En febrero de 2007, Born on a Blue Day fue serializado en la cadena de radio BBC y premiado como Libro de la Semana en el Reino Unido.

## Mänti
Manti es un idioma artificial que Tammet creó en 2006. La palabra 'Manti' viene de la palabra finesa para 'pino' (Mänty). Manti utiliza vocabulario y la gramática de las lenguas finesas. Algunas palabras de la muestra incluyen:
| Mänti       | Español   | Estonio                 | Finés                                                     | Notas                                                                     |
| ----------- | --------- | ----------------------- | --------------------------------------------------------- | ------------------------------------------------------------------------- |
| buss        | autobús   | buss                    | bussi                                                     |                                                                           |
| kuppi       | taza      | kruus,kapp              | kuppi                                                     |                                                                           |
| kellokült   | tardanzas | viitsimatus, hilinemine | myöhästyneisyys                                           | Literalmente "reloj de la deuda". En finés kello = un reloj / una campana |
| puhukello   | teléfono  | telefon                 | Literalmente "hablar de campana". En finés Puhua = hablar |                                                                           |
| tontöö      | música    | muusika                 | musiikki                                                  | Literalmente "tono de última generación". En estonio töö = trabajo        |
| nööt        | noche     | öö                      | yö                                                        |                                                                           |
| koet saapat | calzado   | jalanõud                | jalkineet                                                 | En finés saappaat = botas. En estonio saapad = botas.                     |
| hamma       | diente    | hammas                  | hammas                                                    |                                                                           |
| rât         | cable     | traat                   | johto                                                     |                                                                           |
| râatio      | radio     | raadio                  | radio                                                     |                                                                           |

## Obra escrita
- Nacido en un día azul (2006), autobiografía.
- Abrazando el ancho cielo (2009)
- Islas de Genios (2010), escribió el prólogo al libro de A. Darold Treffert, MD
- Pensando en Números (2012)
- C'est une chose sérieuse que d'être parmi les hommes (2014), translated the book by Les Murray en francés
- La eternidad en una hora (2013)
- Mishenka (2016)
- Cada palabra es un pájaro enseñado a cantar (2017)
- La conquista del cerebro (2017)
- Retratos (2018)
- Fragmentos del Paraíso (2020)

## Canciones
Es coautor de una canción junto al músico Florent Marchet en su álbum Bamby Galaxy (enero de 2014).

## Vida personal
Tammet y su expareja, el ingeniero informático Neil Mitchell, estuvieron juntos desde 2001.
Vivieron juntos en Inglaterra en un pueblo del condado de Kent, disfrutando de una tranquila vida.

Tammet y Mitchell cooperaron en el servicio en línea e-learning donde han publicado cursos para el aprendizaje de idiomas. Tammet reconoció públicamente su relación personal con Mitchell, sus habilidades mentales y su orientación sexual.
Hoy Tammet vive con su nueva pareja Jerome en Aviñón.